# 多花落新妇
多花落新妇（学名：Astilbe rivularis var. myriantha）为虎耳草科落新妇属下的一个变种。